# Myrianthus fosi
Espèce
Myrianthus fosi Cheek est une espèce de plantes à fleurs de la famille des Urticaceae native du Cameroun décrite par Martin Roy Cheek et Jo Osborne.

## Description
Il s'agit d'un arbre de 15 m de haut, à l'écorce lisse et aux feuilles caduques. Les feuilles sont palmatilobées (de 3 à 5 lobes) et dentées. Elles mesurent 25 cm de long pour 30 cm de large. Le fruit est vert et d'aspect rugueux, d'environ 5 cm de diamètre. Les fruits sont notamment mangés par les chimpanzés et les gorilles. Cette espèce est menacée. Elle a été reclassée parmi la famille des Cecropiaceae.